# Sudetbräken
Sudetbräken (Cystopteris sudetica) är en växtart i familjen stenbräkenväxter inom divisionen ormbunksväxter.
Sudetbräken är mycket sällsynt; i Norden förekommer den endast i ett område i det inre av Norge. Den trivs i jämnt fuktig, tät, stenig och kalkrik granskog och liknar finbräken. Bladen är triangulärt brett äggrunda och har en blekgrön färg.